# Parasicyonis sarsii
Parasicyonis sarsii is een zeeanemonensoort uit de familie Actinostolidae. De anemoon komt uit het geslacht Parasicyonis. Parasicyonis sarsii werd in 1921 voor het eerst wetenschappelijk beschreven door Carlgren. 